# Who'd Have Known
Who'd Have Known è il quinto singolo estratto dal secondo album della cantante britannica Lily Allen It's Not Me, It's You. Scritto dalla cantante in collaborazione con Greg Kurstin, il brano è stato pubblicato come quarto singolo per il Regno Unito il 30 novembre 2009 dall'etichetta Regal Records. Il brano si rifà al singolo Shine dei Take That, di cui riprende in parte la melodia. Il brano è stato a sua volta inglobato come campionamento nel singolo 5 O'clock di T-Pain.

## Tracce
- CD singolo[1]

1. Who'd Have Known — 3:51
2. Who'd Have Known (versione strumentale) — 3:48

- Download digitale[2]

1. Who'd Have Known (versione strumentale) — 3:51
2. The Fear (Death Metal Disco Scene Vocal Remix) — 5:42
3. Who'd Have Known — 3:48

## Video
Il video musicale è interpretato dalla stessa Lily Allen nei panni di un'affiatata fan di Elton John.

## Classifiche
| Classifica (2009) | Posizione massima |
| ----------------- | ----------------- |
| Australia         | 54                |
| Paesi Bassi       | 16                |
| Regno Unito       | 39                |